# Characidium bolivianum
Characidium bolivianum är en fiskart som beskrevs av Pearson 1924. Characidium bolivianum ingår i släktet Characidium och familjen Crenuchidae. Inga underarter finns listade i Catalogue of Life.